# Espace vectoriel de dimension finie
Sur un corps K, un espace vectoriel E est dit de dimension finie s'il admet une base finie. Il suffit pour cela qu'il admette une famille génératrice finie.
Les espaces de dimension finie jouissent de propriétés qui leur sont propres. Les bases duales en sont des exemples.

## Bases et dimension
Tout espace vectoriel E admet une base — c'est-à-dire une famille libre et génératrice — et deux bases quelconques de E ont même cardinalité, appelée la dimension de E. Les articles « Théorème de la base incomplète » et « Théorème de la dimension pour les espaces vectoriels » présentent, pour chacun de ces deux résultats, une démonstration générale et une démonstration spécifique au cas où E est engendré par un nombre fini n de vecteurs : on peut alors former une base de E en prélevant certains de ces n vecteurs, et le lemme de Steinitz garantit que le nombre de vecteurs de toute famille libre est majoré par celui de toute famille génératrice.

## Référence
1. ↑  (en) Serge Lang, Algebra, 1965 [détail des éditions], p. 91, proposition 3.12.